# Ford Trophy 2016/17
Die Ford Trophy 2016/17 war die 46. Austragung der nationalen List-A-Cricket-Meisterschaft in Neuseeland. Der Wettbewerb wurde zwischen dem 15. Januar und 18. Februar 2017 zwischen den sechs neuseeländischen First-Class-Mannschaften ausgetragen. Im Finale konnten sich Canterbury gegen die Wellington Firebirds mit 28 Runs durchsetzen.

## Format
Die sechs Mannschaften spielen in einer Gruppe acht Spiele gegen die anderen Mannschaften. Für einen Sieg gibt es vier Punkte, für ein Unentschieden oder No Result zwei und für eine Niederlage keinen Punkt. Ein Bonuspunkt wird vergeben, wenn bei einem Sinn die eigene Run Rate die des Gegners um das 1,25-Fache übersteigt. Des Weiteren ist es möglich, dass Mannschaften Punkte abgezogen bekommen, wenn sie beispielsweise zu langsam spielen. Der Sieger des Turniers wird im Page-Playoff-System ermittelt.

## Resultate

### Gruppenphase
Tabelle
| Teams              | Sp. | S | N | U | R | NR | BP | Ded | Punkte | NRR    |
| ------------------ | --- | - | - | - | - | -- | -- | --- | ------ | ------ |
| Wellington         | 8   | 5 | 1 | 0 | 0 | 2  | 0  | 0   | 24     | +0.110 |
| Canterbury         | 8   | 4 | 3 | 0 | 0 | 1  | 0  | 0   | 18     | −0.118 |
| Central Districts  | 8   | 3 | 4 | 0 | 0 | 1  | 0  | 0   | 14     | +0.823 |
| Northern Districts | 8   | 3 | 5 | 0 | 0 | 0  | 0  | 0   | 12     | −0.307 |
| Auckland           | 8   | 3 | 4 | 0 | 0 | 1  | 0  | 0   | 14     | +0.001 |
| Otago              | 8   | 3 | 4 | 0 | 0 | 1  | 0  | 0   | 14     | −0.448 |

## Play-offs

### Spiel A
| 11. Februar Scorecard | Christchurch | Canterbury 250 (49.3)          | – | Wellington 223 (49.3) |
|                       |              | Canterbury gewinnt mit 27 Runs |   |                       |

### Spiel B
| 11. Februar Scorecard | New Plymouth | Central Districts 336-7 (50)          | – | Northern Districts 288 (48.3) |
|                       |              | Central Districts gewinnt mit 48 Runs |   |                               |

### Spiel C
| 15. Februar Scorecard | Wellington | Central Districts 247 (50)       | – | Wellington 249-5 (49.3) |
|                       |            | Wellington gewinnt mit 5 Wickets |   |                         |

### Finale
| 18. Februar Scorecard | Rangiora | Canterbury 199-3 (20/20)       | – | Wellington 171 (19.3/20) |
|                       |          | Canterbury gewinnt mit 28 Runs |   |                          |